# هارولد جونز (موسيقي)
هارولد جونز (بالإنجليزية: Harold Jones)‏ هو موسيقي وطبال أمريكي، ولد في 27 فبراير 1940 في ريتشموند في الولايات المتحدة.

## وصلات خارجية
- هارولد جونز على موقع ميوزك برينز (الإنجليزية)
- هارولد جونز على موقع أول ميوزيك (الإنجليزية)
- هارولد جونز على موقع ديسكوغز (الإنجليزية)